# Ажиль
Ажиль (Айёль; лат. Agilus, фр. Ayeul; умер ок. 650) — аббат монастыря в Ребе, святой (день памяти — 30 августа).
Святой Ажиль был родом из благородной семьи. Он получил образование у святого Колумбана в монастыре Люксёй. Впоследствии Ажиль отправился на проповедь в Баварию вместе со святым Евстахием Люксёйским. Затем святой Ажиль стал настоятелем монастыря Ребе неподалёку от Парижа.